# Irakli Abashidze
Irakli Abashidze (en georgiano: ირაკლი აბაშიძე; Joni, gobernación de Kutaisi, Imperio ruso, 10 de septiembre de 1909-Tiflis (Georgia), 14 de enero de 1992) fue un poeta, erudito literario y político soviético y georgiano.
Se graduó de la Universidad Estatal de Tiflis en 1931 y asistió al 1.er Congreso de la Unión de Escritores de la URSS en 1934, cuando el realismo socialista se estableció como la ortodoxia cultural. De 1953 a 1967, presidió la Unión de Escritores de Georgia.
En 1970, también pasó a ser en vicepresidente de la Academia de Ciencias de Georgia. En 1960 organizó una expedición al Monasterio de la Cruz de Jerusalén, construido por los georgianos, donde su equipo redescubrió un fresco de Shota Rustaveli, un poeta georgiano medieval. Presidió la comisión académica especial para los estudios de Rustaveli desde 1963 y se convirtió en el fundador y editor en jefe de The Georgian Soviet Encyclopedia en 1967.
Sus poemas se consideran obras clásicas de la literatura georgiana. Su poesía fue principalmente patriótica basada en valores culturales y religiosos georgianos, pero normalmente fiel a la ideología soviética. Dio la bienvenida a la perestroika de Mijaíl Gorbachov y apoyó al disidente de la era soviética Zviad Gamsajurdia cuando llegó al poder y llevó a Georgia a la declaración de independencia en 1991. Abashidze murió en Tiflis en 1992 y se le concedió un funeral de Estado. Tenía 82 años.